# رولت روسی (فیلم)
«رولت روسی» (انگلیسی: Russian Roulette (film)) یک فیلم است که در سال ۱۹۷۵ منتشر شد. از بازیگران آن می‌توان به جورج سگال، دنهلم الیوت، و لوئیز فلچر اشاره کرد.